# Джуліан Юелл
Джу́ліан То́мас Ю́елл (англ. Julian Thomas Euell; 23 травня 1929, Нью-Йорк) — американський джазовий контрабасист.

## Біографія
Народився 23 травня 1929 року в Нью-Йорку. У 1944 році почав грати на контрабасі. У 1945—47 роках служив в армії; у 1947 році грав Сонні Роллінсом, Джекі Макліном, Артом Тейлором. Залишив музику і деякий час працював на поштампі (1949—52). Почав формальне навчання у Чарльза Мінгуса; потім відвідував у Джульярдську школу (1953—56), де вчився з Стюартом Сенкі, Фредом Ціммерманом; також у цей період з Голлом Овертоном, Джоном Мехеганом. Навчався на музичному факультеті Колумбійського університету (1955—56).
Працював з Елмо Гоупом (1952), Бенні Гаррісом (1952—53); Чарлі Роузом (1953—54), Джо Ролландом (1955), Фредді Реддом (1956), квінтетом Джиджі Грайса (1956—57); Фінесом Ньюборном, мол. (1957). Навчався у Нью-Йоркському університеті з 1951 по 1954; відвідував Колумбійський університет, отримавши ступінь бакалавра з соціології. В цей час мало займався музикою; грав з Мелом Волдроном у 1958 і 1960; Ренді Вестоном (1959), Еббі Лінкольн (1959—60). Виступав з Чарльзом Мінгусом, коли він використовував одночасно два контрабаси. З 1962 по 1966 роки грав в гурті Кенні Доргема.
У 1960-х працював в Гарлемі, де керував мистецькими програмами (1962—66). До 1968 року грав з Доргемом і Макліном. У 1973 році повернувся до навчання, отримавши ступінь доктора філософії з американістики у Університеті Джорджа Вашингтона. З 1970 по 1982 року був асистентом секретаря з громадських питань у Смітсонівському інституті, і був відповідальний за інтерес інституту до історії джазу. З 1983 по 1988 очолював Оклендський музей і з 1991 по 1995 був директором Будинку Луї Армстронга.
У 1986 році знову повернувся до музики. У 1990-х виступав у Вашингтоні, Балтиморі з Ларрі Віллісом; різними гуртами в клубі Bertha's; концертував з Еллісом Ларкінсом. Взяв участь у записі саундтреку до кінофільму «Паралельний світ» (1992).